# Schimmel (An der Poststraße)
Der Ortsteil Schimmel der Gemeinde An der Poststraße liegt im sachsen-anhaltischen Burgenlandkreis.

## Lage

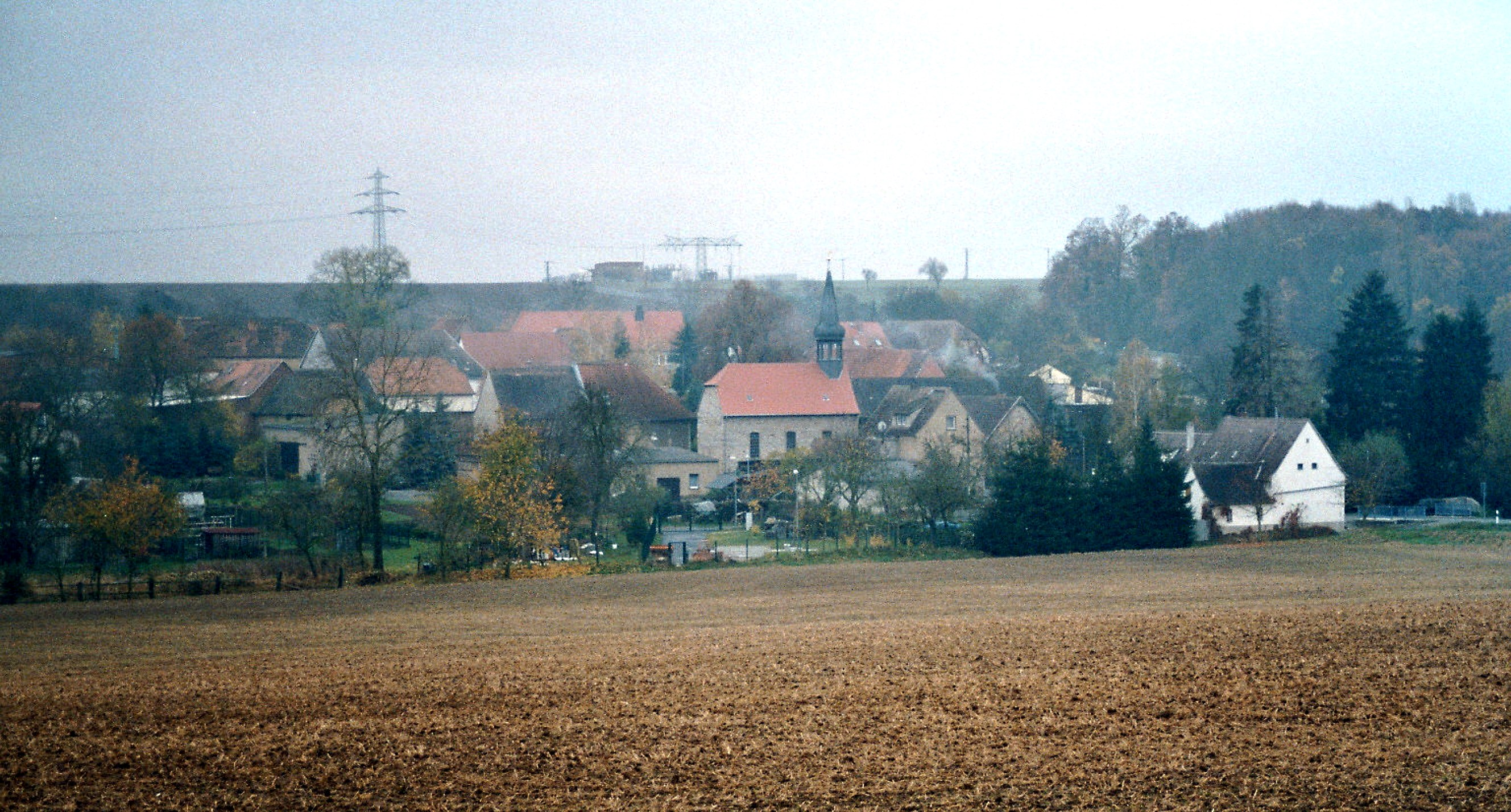
Ortsansicht

Der weilerartige Ortsteil liegt an der Bundesstraße 250 von Eckartsberga kommend nach Bad Bibra führend in einem Ackerbaugebiet des dortigen Hügellands.

## Geschichte
Die erste Erwähnung des Ortes erfolgte 1300 als Schemelde. Im Ortsteil wohnten 2012 50 Personen. Das barocke Altargemälde der Kirche stammt aus dem Jahr 1755. Am 1. Juli 1950 wurde Schimmel nach Wischroda eingemeindet. Der Kirchturm wurde 2004 durch Fördermittel restauriert.